# Bilanzierte Diät
Als Bilanzierte Diät bezeichnet man eine Ernährung mit Lebensmitteln für besondere medizinische Zwecke (LBMZ). Diese werden für Menschen entwickelt, deren Nährstoffbedarf aufgrund bestimmter Erkrankungen, Störungen oder spezifischer Beschwerden nicht durch den Verzehr normaler Lebensmittel gedeckt werden kann.

## Verwendung
Bilanzierte Diäten sind gemäß EU-Verordnung 609/2013 bestimmt für das Diätmanagement von Patienten, einschließlich Säuglingen, mit:
- eingeschränkter, behinderter oder gestörter Fähigkeit zur Aufnahme, Verdauung, Resorption, Verstoffwechslung oder Ausscheidung gewöhnlicher Lebensmittel oder bestimmter darin enthaltener Nährstoffe oder ihrer Metaboliten (Stoffwechselprodukte) oder
- einem sonstigen medizinisch bedingten Nährstoffbedarf, für deren Diätmanagement die Modifizierung der normalen Ernährung allein nicht ausreicht.[2][3]

Lebensmittel für besondere medizinische Zwecke sollen nur unter ärztlicher Aufsicht verwendet werden. Aus ihrer Kennzeichnung muss der vorgesehene Verwendungszweck hervorgehen. Sie dürfen lediglich dem Diätmanagement von Patienten, d. h. der Deckung eines spezifischen Nährstoffbedarfs und nicht der Behandlung einer Erkrankung im Sinne einer Medikation mit Arzneimitteln dienen.

## Anzeigeverfahren
Lebensmittel für besondere medizinische Zwecke (bilanzierte Diäten) unterliegen einem Melde- bzw. Anzeigeverfahren: d. h. Hersteller oder Importeure müssen das Inverkehrbringen eines solchen Lebensmittels anzeigen –  in Deutschland beim Bundesamt für Verbraucherschutz und Lebensmittelsicherheit (BVL).